# Erotický film
Erotický film je jeden z filmových žánrů. Obsahem filmu je téma prosazující erotismus, čili záběry zachycující vzrušivé podněty herců, čili intimní partie. Erotický filmový žánr by se dal přirovnat k pornografickému filmovému žánru. Příkladem je film Showgirls (1985) či Mladá Lady Chatterleyová II. (1985).